# Lago Namak
El lago Namak (en persa: دریاچه نمک قم, Daryacheh-ye Namak‎, que significa lago Salado)  es un lago salado de Irán. Se encuentra a unos 100 km al este de la ciudad de Qom  y a 120 km al sur de la capital, Teherán, a una altitud de 790 m sobre el nivel del mar. El lago tiene una superficie de alrededor de 1.800 km², pero la mayor parte está seca. El agua solo cubre 1 km². El lago solo alcanza una profundidad de 45 centímetros a 1 metro. El nivel de agua fluctúa tanto por la extracción de agua como debido a la evaporación, siendo mayor en primavera.  El suministro de agua más importante es el río Qom.
El lago está situado en el extremo occidental de uno de los dos grandes desiertos de sal en las tierras altas, el Dasht-e Kavir. Al este se localiza el parque nacional Kavir, que protege una superficie de 4.000 km².
Aunque por el contenido de sal solo puede sobrevivir unos pocos organismos, el lago es el hogar de algunas especies raras de peces.